# کاترین کارل
کاترین کارل (انگلیسی: Katharine Carl؛ ۱۲ فوریهٔ ۱۸۶۵ – ۷ دسامبر ۱۹۳۸) یک نقاش اهل ایالات متحده آمریکا بود.

## نگارخانه

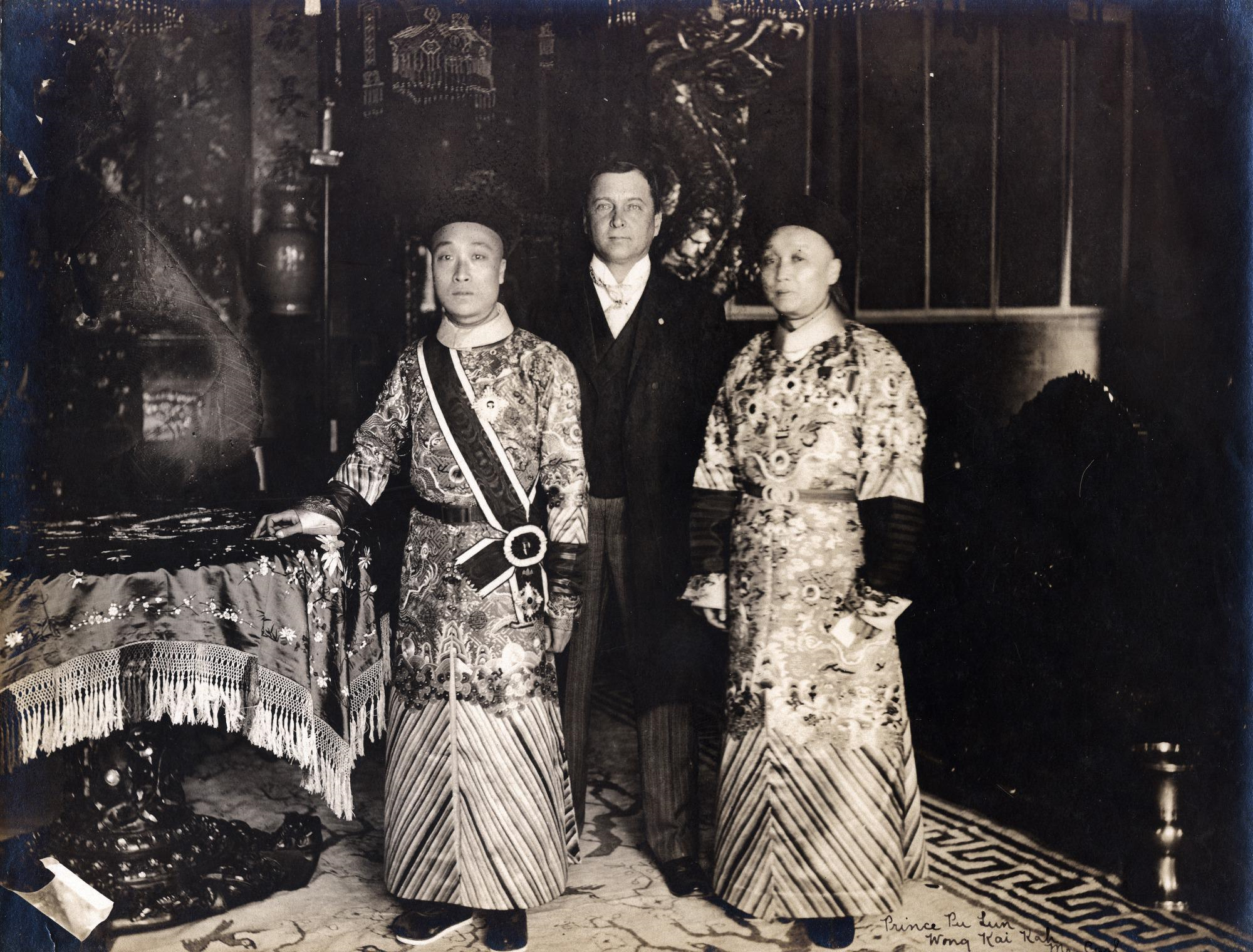